# Аль-Аділь II Абу Бакр ібн Мухаммад
Аль-Аділь Сайф ад-Дін Абу Бакр ібн Мухаммад (араб. سيف الدين الملك العادل أبو بكر بن ناصر الدين محمد) (1216–1248) — єгипетський султан з династії Аюбідів.

## Життєпис
Був сином аль-Каміля. Його батько помер 8 березня 1238 року, й аль-Аділь став його наступником. У той час у державі стрімко набирала обертів анархія. Аль-Муджахід Ширкух II ібн Мухаммад, емір Хомса, атакував свого сусіда й конкурента Тадж ад-Діна, еміра Хами. У Дамаску також тривала боротьба за владу, і зведений брат аль-Аділя ас-Саліх Аюб ібн Мухаммад захопив престол на початку 1239 року. Після цього аль-Аділь вступив у союз зі своїм дядьком, ас-Саліхом Ісмаїлом.
Тим часом Аюб уклав союз зі своїм двоюрідним братом, ан-Насіром Даудом, колишнім еміром Дамаска й еміром Керака. Аюб розраховував узяти під контроль Єгипет, а ан-Насір — Дамаск. Війська Аюба вирушили до Єгипту, а назустріч йому — війська аль-Аділя. 31 травня 1240 року біля міста Більбейса мамлюки Аюба оточили намет аль-Аділя та змусили його оголосити про передачу трону Аюбу.
Аль-Аділь був ув'язнений у Каїрі, де й помер 9 лютого 1248 року.
Переворот, організований мамлюками у травні 1240 року, був прелюдією до періоду, коли вони почали відігравати визначну роль у житті Єгипту. Аюб, винний мамлюкам троном, лише розпалював їхню зарозумілість. Коли Туран-шах II ібн Аюб, син і наступник Аюба, спробував узяти їх під свій контроль, мамлюки убили його та поклали край султанату Аюбідів.